# 加利蜂鸟属
加利蜂鸟属（学名：Eulampis）为蜂鸟科的一个属。

## 下属物种
本属包括以下物种：
- 绿喉加利蜂鸟 Eulampis holosericeus (Linnaeus, 1758)
- 紫喉加利蜂鸟 Eulampis jugularis (Linnaeus, 1766)